# 河越重頼
河越 重頼（かわごえ しげより）は、平安時代末期の武蔵国入間郡河越館の武将。新日吉社領である河越荘の荘官。
桓武平氏の流れを汲む秩父氏の一族に属し、武蔵国の最大勢力であった。秩父党の総領家が代々受け継ぎ祖父の秩父重隆も任じられた「武蔵国留守所総検校職」に任じられた（武蔵国の軍事統率権を有する）。
妻は源頼朝の乳母・比企尼の次女（河越尼）で、源頼家の乳母。
源頼朝の命令で源義経に娘（郷御前）を嫁がせた。しかし文治元年（1185年）、源氏兄弟の対立に巻き込まれ誅殺された。鎌倉幕府は嘉禄2年（1226年）、河越氏の復権を認めた（三男重員を総検校職に任じた）。

## 生涯

### 秩父党の嫡流
久寿2年（1155年）8月16日、大蔵合戦で祖父・秩父重隆が源義賢と共に源義平に討たれる。翌保元元年（1156年）7月、重頼は弟・師岡重経と共に保元の乱で源義朝の陣に従った。『保元物語』の白河殿に義朝が夜討する場面で、重頼・重経は「高家」として他の武士と区別して書かれている。

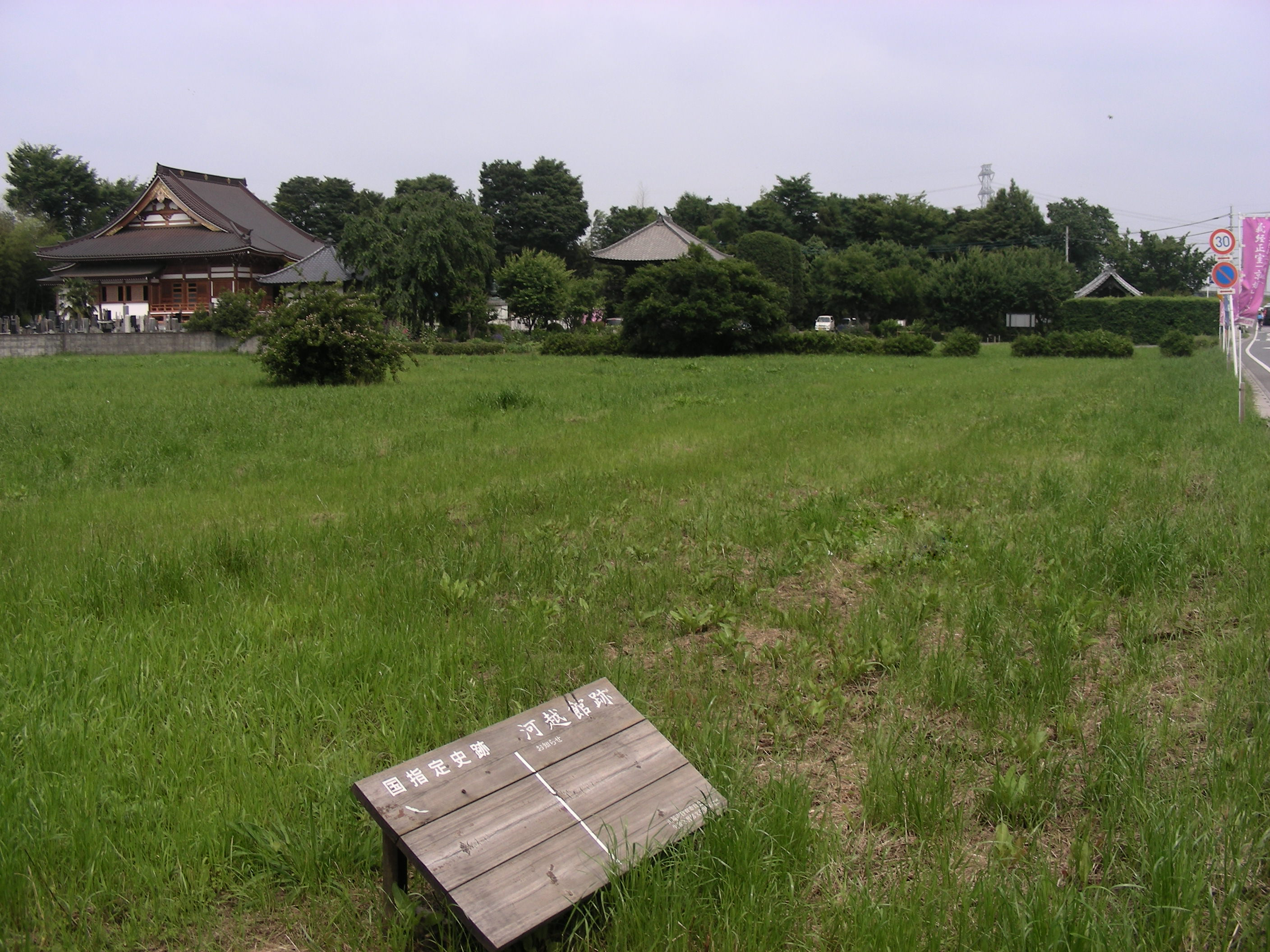
入間川沿いにある河越館跡（2008年撮影）

平治元年（1159年）12月、平治の乱で義朝が平清盛に敗れ、 永暦元年（1160年）3月、義朝の嫡男・源頼朝（14歳）は伊豆国に流罪となる。頼朝の乳母・比企尼は、武蔵国比企郡の代官となった夫の掃部允と共に京から領地へ下り、治承4年（1180年）の秋まで20年間頼朝に仕送りを続けた。比企氏の次女を娶った重頼は、同じく比企尼の婿である安達盛長・伊東祐清と共に頼朝を援助している。
永暦元年（1160年）、河越氏（能隆もしくは重頼）は、所領を後白河上皇に寄進し荘官となる。上皇はさらに京都の新日吉山王社へ寄進し、所領は新日吉社領河越荘と呼ばれるようになった。この年の武蔵国司は平知盛であり、『平家物語』「知章最期」の章段に書かれた一ノ谷の合戦場面で、重頼の嫡男・河越重房が知盛の逃がした名馬・井上黒（河越黒）を捕らえる逸話の縁が窺える。

### 頼朝への臣従
治承4年（1180年）8月17日、頼朝が伊豆国にて挙兵。同年8月26日、重頼は平家方に付いた同じ秩父一族である畠山重忠の要請に応じ、江戸重長ら武蔵国の武士団数千騎を率いて衣笠城を攻め、三浦義明を討ち取る（衣笠城合戦）。しかし10月4日、勢力を回復して再挙した頼朝が武蔵国に入ると、畠山重忠・江戸重長らと共に傘下に入る。以降、御家人として重く用いられる。
寿永元年（1182年）8月12日、頼朝の嫡男・源頼家が誕生。重頼の妻が産所である比企能員の屋敷に呼ばれ、乳母として最初の乳を含ませる儀式を行う。弟の師岡重経が鳴弦役を担った。
寿永3年（1184年）1月20日、源範頼・源義経を頼朝代官とする源義仲追討軍が京都に向かう。重頼は嫡男・重房と共に追討軍に参加。都に入り、範頼・義経・重頼・重房他数騎で後白河法皇が幽閉されていた六条殿に駆けつけ、仙洞御所の警護にあたる。8月6日、一ノ谷の戦い後に義経が鎌倉の許可無く朝廷から検非違使の任官を受け、頼朝の怒りを買う。この時、重頼の弟・重経も共に兵衛尉に任官しており、頼朝から罵倒されている。9月14日、頼朝の命により、娘（郷御前）が京に上って義経に嫁ぎ、舅となる。
文治元年（1185年）、頼朝と義経が対立し、義経が後白河法皇から頼朝追討の院宣を受けると、重頼も頼朝から敵対視されるようになった。11月12日、義経の縁戚であることを理由に、所領である伊勢国香取五カ郷を没収されて大井実春に給与され、他は重頼老母の預かりとなる。重頼の娘婿である下河辺政義も連座して所領を没収された。
この後、重頼は嫡男重房と共に誅殺され、武蔵国留守所惣検校職は畠山重忠に移された。

### 重頼死後の河越氏

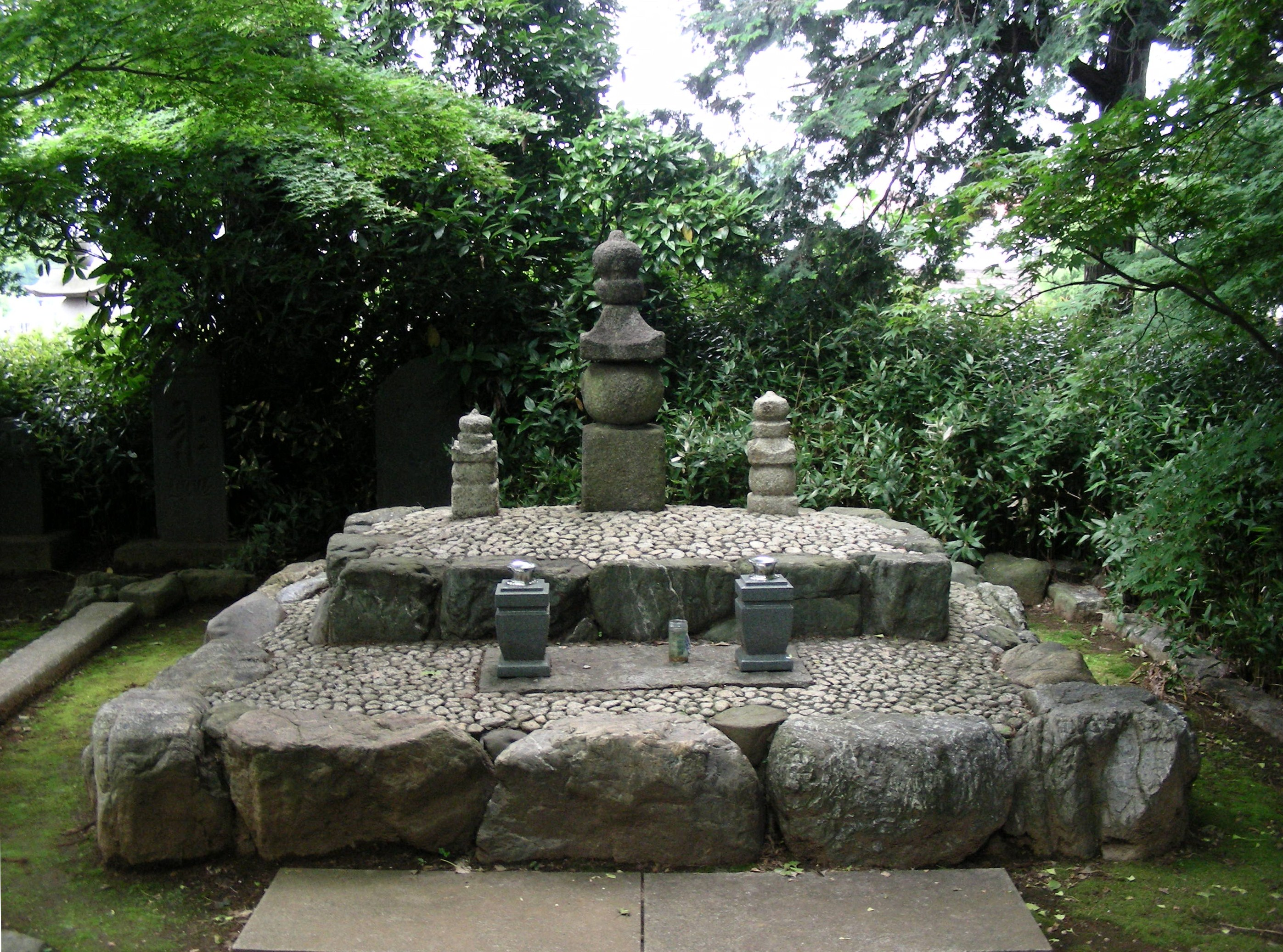
川越市養寿院境内の河越重頼墓

文治2年（1186年）8月5日、頼朝が河越荘の年貢未済処理を命ずるなど、河越家に混乱が窺える。文治3年（1187年）10月5日、頼朝は重頼誅殺を「憐れである」として、河越氏本領である河越荘を後家となった河越尼に安堵し、地元の名主・百姓らが従わなかったため、尼の指示に従うよう命じる。これについて木村茂光は文治元年に重頼の老母が河越荘を預かり幼少の孫の地頭との支配体制が実現したものの実効力が伴わなかったため、文治3年に頼朝が河越尼に荘務も雑務も一切を任せたと指摘している。
重頼の次男・重時、三男・重員については『吾妻鏡』において頼朝と二代将軍・頼家の時代には記録が無く、三代将軍・源実朝の代の元久2年（1205年）6月22日条畠山重忠の乱における重忠討伐軍の中に初めて確認される。重忠が滅びた後、武蔵国は北条氏が国司となって代々配下に置かれることになる。
嘉禄2年（1226年）4月、重員が鎌倉幕府より武蔵国留守所総検校職に補され河越氏が復権。重頼誅殺から40年後のことであった。

## 関連作品
- 新・平家物語 静と義経（1956年、大映） - 演：葛木香一
- 源義経（1966年、NHK大河ドラマ） - 演：須永宏
- 源義経（1991年、日本テレビ） - 演：下川辰平